# آلبرتس کویسیس
آلبرتس کویسیس (انگلیسی: Alberts Kviesis؛ ۲۲ دسامبر ۱۸۸۱ – ۹ اوت ۱۹۴۴) یک سیاست‌مدار اهل لتونی بود. وی از آوریل ۱۹۳۰ تا آوریل ۱۹۳۶ رئیس‌جمهور این کشور بود.